# Passerelle des écluses de la Villette
La passerelle des écluses de la Villette est une passerelle piétonnière du 19e arrondissement de Paris.

## Situation et accès
La passerelle franchit les écluses de la Villette au point kilométrique 0 du canal Saint-Martin, au débouché du bassin de la Villette, pour relier le quai de la Loire à la place de la Bataille-de-Stalingrad, à proximité de la rotonde de la Villette et du MK2 Quai de Loire.
Ce site est desservi par la station de métro Jaurès.

## Description

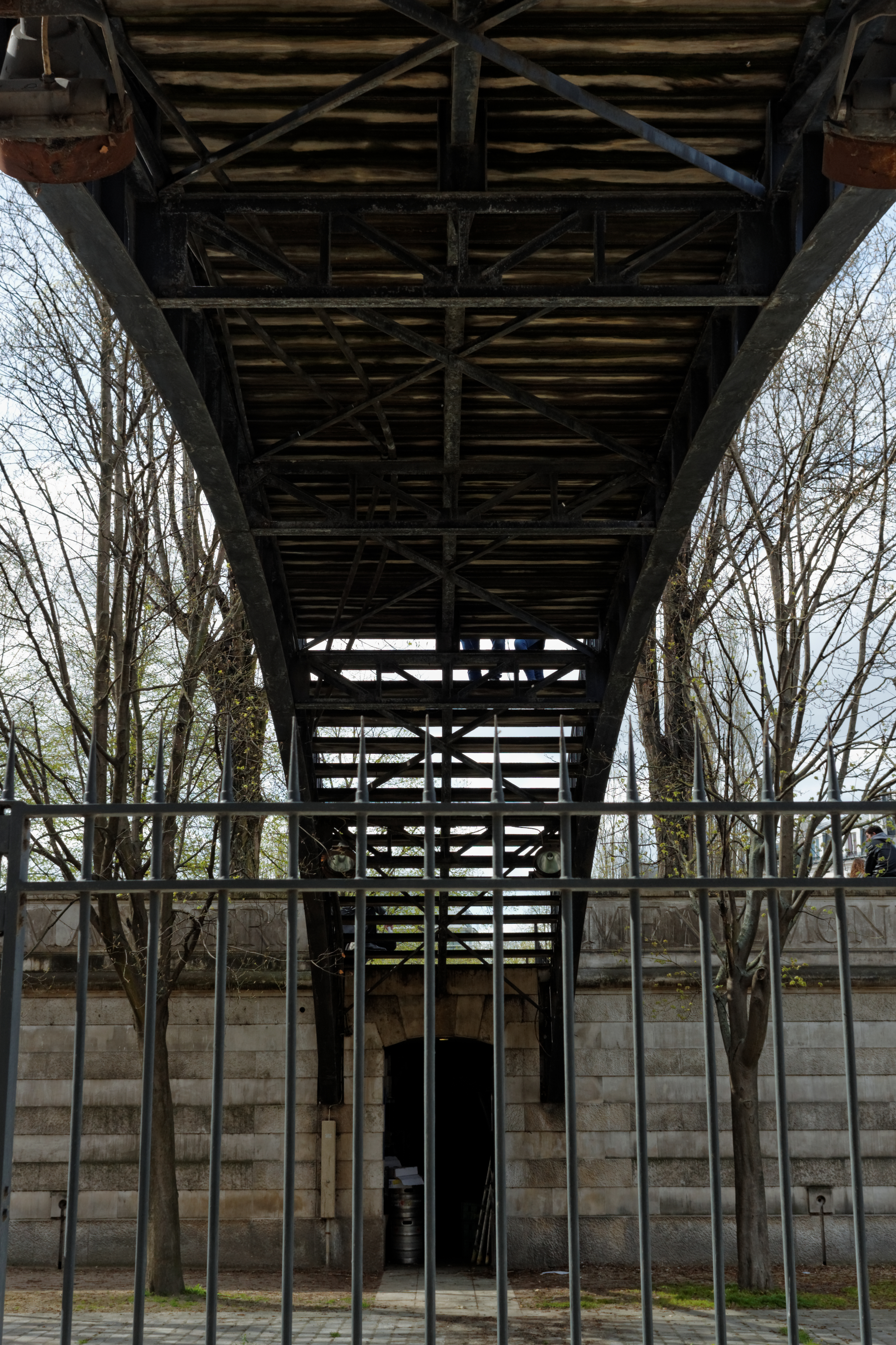
Passerelle vue de dessous.
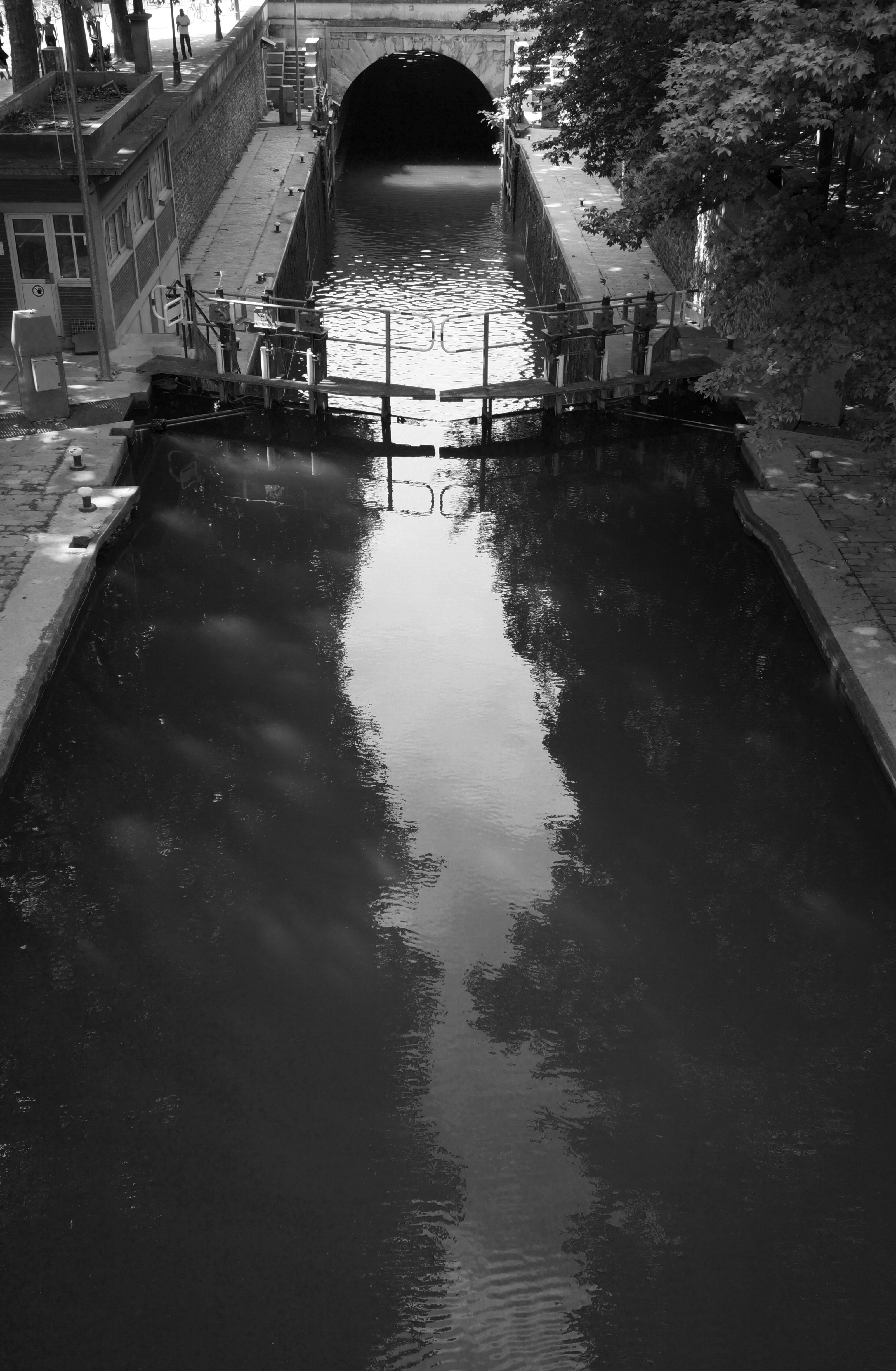
Canal Saint-Martin vu depuis la passerelle.

La passerelle des écluses de la Villette est un pont en arc par-dessous en fonte.